# Wirtschaftsprüferkammer

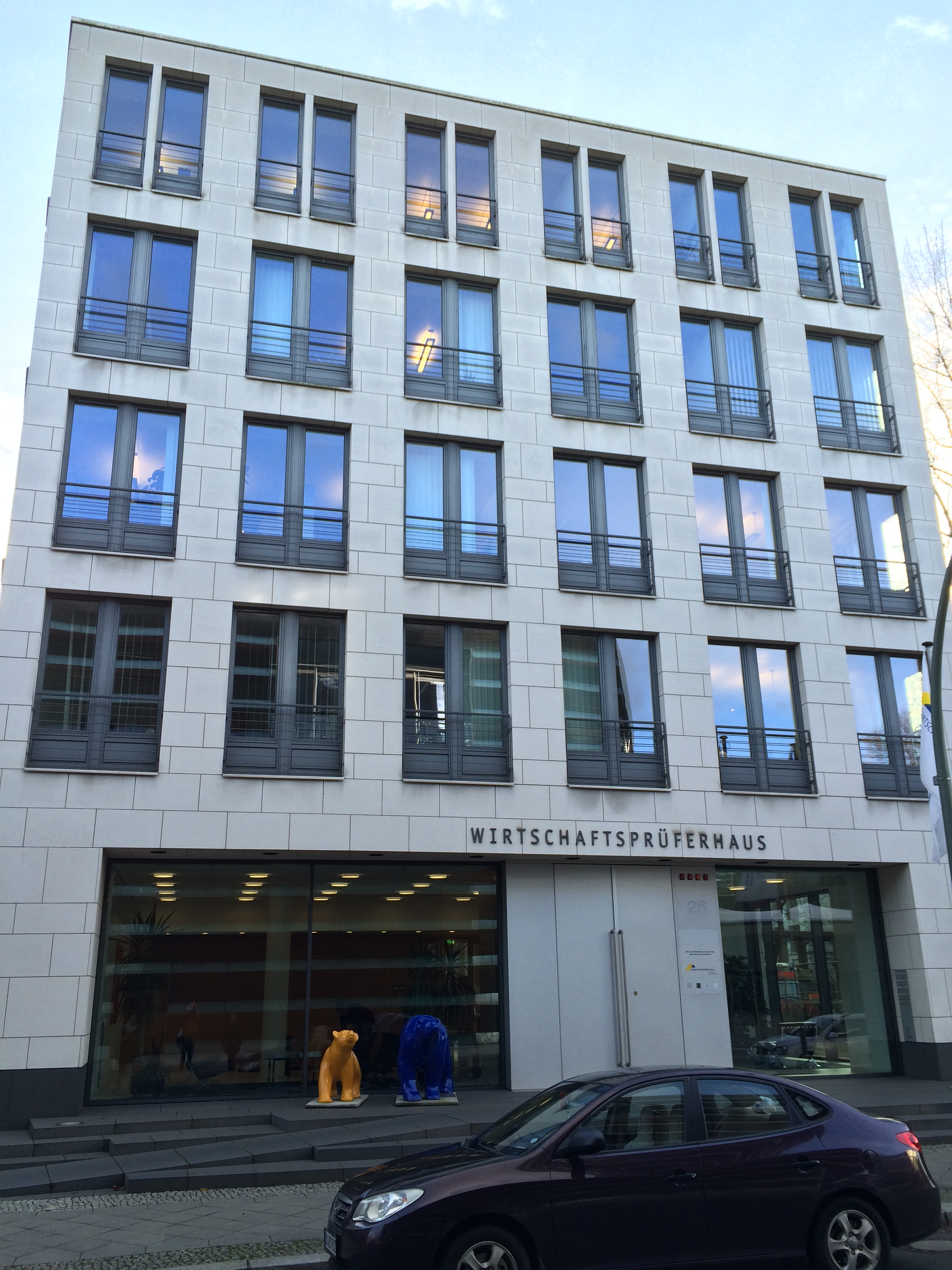
Wirtschaftsprüfershaus in Berlin, Rauchstraße 26 in Berlin-Tiergarten

Die Wirtschaftsprüferkammer (WPK) ist eine Körperschaft des öffentlichen Rechts mit Hauptgeschäftsstelle in Berlin, deren Pflichtmitglieder alle Wirtschaftsprüfer, vereidigte Buchprüfer, Wirtschaftsprüfungsgesellschaften und Buchprüfungsgesellschaften in Deutschland sind. Mitglieder der WPK sind ferner gesetzliche Vertreter von Wirtschaftsprüfungsgesellschaften, und Buchprüfungsgesellschaften die nicht persönlich Berufsangehörige sind. Den genossenschaftlichen Prüfungsverbänden, den Prüfungsstellen der Sparkassen- und Giroverbände und den überörtlichen Prüfungseinrichtungen für öffentliche Körperschaften steht die freiwillige Mitgliedschaft offen. Die WPK hat ca. 21.000 Mitglieder (Stand: 31. Dezember 2022).

## Aufgaben
Die Wirtschaftsprüferkammer wurde im Jahr 1961 zur Erfüllung der beruflichen Selbstverwaltungsaufgaben als Körperschaft des öffentlichen Rechts eingerichtet. Die Wirtschaftsprüferkammer steht unter der Rechtsaufsicht des Bundesministeriums für Wirtschaft und Klimaschutz, um sicherzustellen, dass die Anforderungen und Erwartungen von Öffentlichkeit und Staat an den Berufsstand erfüllt werden. Sie ist eine Körperschaft des öffentlichen Rechts und bundesweit zuständig. Die gesetzlichen Aufgaben der WPK nach § 57 Wirtschaftsprüferordnung (WPO) sind unter anderem:
- die Funktion der WPK als Ansprech- und Informationspartner ihrer Mitglieder,
- die Vertretung der Belange und Positionen des Berufsstandes gegenüber der Öffentlichkeit und gegenüber der Politik sowie
- der Erlass von Regelungen zur Berufsausübung in Form von Satzungen,[10]
- die Bestellung von Wirtschaftsprüfern und vereidigten Buchprüfern sowie die Anerkennung von Wirtschaftsprüfungs- und Buchprüfungsgesellschaften wie auch deren Widerruf,
- die Durchführung des bundeseinheitlichen Examens für Wirtschaftsprüfer, vereidigte Buchprüfer,
- die Durchführung des Qualitätskontrollverfahrens sowie
- die Berufsaufsicht; für die Aufsicht bei Abschlussprüfungen bei Unternehmen von öffentlichem Interesse (§ 319a Absatz 1 Satz 1 HGB) ist die Abschlussprüferaufsichtsstelle (APAS) beim Bundesamt für Wirtschaft und Ausfuhrkontrolle zuständig.

Andere wichtige Aufgaben bilden die Wahrung der Belange des Berufsstandes und die Gutachter- und Vermittlertätigkeit. Auf internationaler Ebene arbeitet die Wirtschaftsprüferkammer mit ausländischen Berufsorganisationen der Prüferberufe zusammen. Sie ist Mitglied der International Federation of Accountants (IFAC) und bei Accountancy Europe.
Die WPK untersteht gemäß § 66 WPO der Aufsicht durch das Bundesministerium für Wirtschaft und Klimaschutz. Gemäß § 66a Absatz 6 WPO führt die Abschlussprüferaufsichtsstelle (APAS) eine öffentliche fachbezogene Aufsicht über die WPK.

## Geschäftsstellen
Die Wirtschaftsprüferkammer unterhält Landesgeschäftsstellen in Berlin, Düsseldorf, Frankfurt, Hamburg, München und Stuttgart, um ihre Präsenz in der Region zu gewährleisten und um das Wirtschaftsprüfungsexamen durchzuführen.
Die Hauptgeschäftsstelle der Wirtschaftsprüferkammer befindet sich im Berliner Botschaftsviertel. Das Gebäude in der Rauchstraße 26 in der Mitte des Klingelhöfer-Dreiecks wurde nach Entwürfen von Claus Neumann neu errichtet, und 2001 fertiggestellt. Die Brutto-Grundfläche des fünfstöckigen Gebäudes beträgt 4.500 m², die Baukosten lagen bei 7,5 Mio. EUR.

## Präsidenten der Wirtschaftsprüferkammer
- Fritz Möhle (1961–1965)
- Ernst Knorr (1965–1969)
- Heinz Prüsener (1969–1973)
- Reinhard Goerdeler (1973–1975)
- Wolfgang Kraus (1975–1978)
- Karl Nebendorf (1978–1981)
- Kurt Busch (1981–1984)
- Wolfgang Dieter Budde (1984–1987)
- Werner Schülen (1987–1990)
- Ernst August Pohl (1990)
- Wolfgang Fliess (1990–1993)
- Gerhard Burret (1993–1996)
- Burkhard Hense (1996–1999)
- Adalbert Wahl (1999–2002)
- Hubert Graf von Treuberg (2002–2005)
- Dieter Ulrich (2005–2008)
- Norbert Pfitzer (2008–2011)
- Michael Gschrei (2011–2012)
- Claus C. Securs (2012–2014)
- Gerhard Ziegler (2014–2022)
- Andreas Dörschell (2022–)

## Berufsaufsicht
Die Wirtschaftsprüferordnung sieht ein zweistufiges System der Berufsaufsicht vor, bei der die WPK als mittelbare Staatsverwaltung und der Berufsgerichtsbarkeit (staatlicher Bereich) Zuständigkeiten zugewiesen werden. Für die Berufsaufsicht ist die Wirtschaftsprüferkammer zuständig, die geringes bis mittleres Verschulden des Kammermitglieds im Rügeverfahren abschließend verfolgt und sanktioniert. Ermittlungen werden bei Vorliegen konkreter Anhaltspunkte für einen Verstoß gegen die Berufspflichten vorgenommen. Erkenntnisquellen können dabei externe (Beschwerden Dritter, Mitteilungen der Prüfstelle nach § 342b VIII 2 HGB, der BaFin nach § 37r II 1 WpHG, Gerichte, Staatsanwaltschaften, OFD oder Kollegialkammern (§ 36a III Nr. 2 WPO)) oder interner Natur (im Bundesanzeiger veröffentlichte sowie Registergericht hinterlegte o. elektronisch verfügbar geprüfte Unternehmensabschlüsse/Bestätigungsvermerke und anderen Publikationen/Mitteilungen veröffentlichte Informationen, z. B. im Berufsregister) sein. Bestätigt sich der Verdacht einer Pflichtverletzung, ist gegen einen Wirtschaftsprüfer eine berufsaufsichtliche Maßnahme zu verhängen (§ 67 Ahndung einer Pflichtverletzung WPO). Die Abschlussprüferaufsichtsstelle kann Entscheidungen der Wirtschaftsprüferkammer unter Angabe der Gründe zur nochmaligen Prüfung an diese zurückverweisen (Zweitprüfung-§ 66a WPO).

## Berufsgerichtliches Verfahren
Berufsgerichtliche Verfahren obliegen seit dem Inkrafttreten des APAReG (17.06.2016) abhängig von der Zuständigkeit ausschließlich der Wirtschaftsprüferkammer oder der APAS.

### Berufsgerichtlicher Kompetenzbereich
(1. Instanz) Wird der Einspruch gegen eine berufsaufsichtliche Maßnahme des Berufsträgers zurückgewiesen, so können Berufsangehörige innerhalb eines Monats nach der Zustellung schriftlich bei erstinstanzlichen Streitigkeiten aus der Berufstätigkeit der Wirtschaftsprüfer, vereidigten Buchprüfer und genossenschaftlichen Prüfungsverbände bei der Kammer für Wirtschaftsprüfersachen des Landgerichts Berlin, da in dessen Bezirk die Wirtschaftsprüferkammer ihren Sitz hat, die berufsgerichtliche Entscheidung beantragen.
(2. Instanz) In dem berufsgerichtlichen Verfahren entscheidet im zweiten Rechtszug das Kammergericht Berlin, welches die Stellung des OLG einnimmt (Senat für Wirtschaftsprüfersachen beim Oberlandesgericht).
(3. Instanz) In dem berufsgerichtlichen Verfahren entscheidet im dritten Rechtszug ein Senat des Bundesgerichtshofes (Senat für Wirtschaftsprüfersachen beim Bundesgerichtshof).
Die Wirtschaftsprüferkammer hat die Vorschlagsliste der ehrenamtlichen Beisitzer bei den Berufsgerichten den Landesjustizverwaltungen und dem Bundesministerium der Justiz einzureichen. In der ersten und zweien Instanz nimmt die Generalstaatsanwaltschaft beim Kammergericht Berlin die Aufgaben der Staatsanwaltschaft wahr (§§ 84, 106 WPO), während in der dritten Instanz der Generalbundesanwalt zuständig ist (§ 108 WPO). Eine vorläufige Festnahme oder Verhaftung ist im berufsgerichtlich Verfahren nicht möglich, wobei als Verteidiger in den ersten Instanzen Wirtschaftsprüfer zugelassen sind.

### Berufsgerichtliches Verfahren
Nach § 127 WPO ist für die Berufsgerichtsbarkeit ergänzend das Gerichtsverfassungsgesetz und die Strafprozessordnung sinngemäß anzuwenden, jedoch handelt es sich dabei um ein Disziplinarverfahren und nicht um ein Strafverfahren. Das berufsgerichtliche Verfahren beginnt, wenn der Berufsangehörige fristwahrend einen schriftlichen Antrag gegen den zurückgewiesenen Einspruch seiner berufsgerichtlichen Maßnahme gemäß § 71a WPO beim Landgericht einreicht. Die Hauptverhandlung beginnt in Anwesenheit des Wirtschaftsprüfers, in dessen Abwesenheit nur, wenn dieser nach § 82 WPO belehrt worden ist. Nach § 82b WPO wird dem Wirtschaftsprüfer, dem Vorstand der Wirtschaftsprüferkammer oder Abschlussprüferaufsichtsstelle, sowie dessen bevollmächtigten Personen Einsicht in die Akten gewährt.

#### 1. Instanz: Berufsgerichtsliche Beschlussfassung
Nach § 103 Entscheidung WPO schließt das LG-Verfahren mit einem Urteil ab. Das Gericht entscheidet selbst über alle Berufspflichtverletzungen, die in der angefochtenen berufsaufsichtlichen Entscheidung nach § 68 Berufsaufsichtliche Maßnahmen WPO behandelt werden.

#### 2. Instanz: Berufung
Nach 105.html § 105 Berufung WPO ist gegen das Urteil der Kammer für Wirtschaftsprüfersachen innerhalb einer Woche nach Verkündung des Urteils die Berufung an den Senat für Wirtschaftsprüfersachen zulässig.

#### 3. Instanz: Revision
Gegen ein Urteil des Senats für Wirtschaftsprüfersachen beim Oberlandesgericht ist die Revision an den Bundesgerichtshof zulässig, wenn die Entscheidung grundlegende rechtliche Fragen aufwirft oder von der bisherigen Rechtsprechung inf folgenden Fällen abweicht.
- wenn das Urteil auf Ausschließung aus dem Beruf lautet;
- wenn der Senat für Wirtschaftsprüfersachen bei dem Oberlandesgericht entgegen einem Antrag der Staatsanwaltschaft nicht auf Ausschließung erkannt hat;
- wenn der Senat für Wirtschaftsprüfersachen beim Oberlandesgericht sie in dem Urteil zugelassen hat.

Die Nichtzulassung der Revision kann innerhalb eines Monats nach Zustellung des Urteils durch eine Beschwerde beim Oberlandesgericht angefochten werden. In der Beschwerdeschrift muss die grundlegende Rechtsfrage klar benannt werden. (§ 107 Revision WPO)
Die Revision ist binnen einer Woche bei dem Oberlandesgericht schriftlich einzulegen. Die Frist beginnt mit der Verkündung des Urteils. Ist das Urteil nicht in Anwesenheit der Berufsangehörigen verkündet worden, so beginnt für diesen oder diese die Frist mit der Zustellung. (§ 107a Einlegung der Revision und Verfahren WPO)

#### Sicherung von Beweismitteln im Ermittlungsverfahren
Wird ein berufsgerichtliches Verfahren eingestellt, weil die Bestellung als Wirtschaftsprüfer erloschen oder zurückgenommen ist, so kann in der Entscheidung zugleich auf Antrag der Staatsanwaltschaft die Sicherung der Beweise angeordnet werden, wenn zu erwarten ist, dass auf Ausschließung aus dem Beruf erkannt worden wäre. Die Anordnung kann nicht angefochten werden. (§ 109 Anordnung der Beweissicherung WPO)
Sind dringende Gründe für die Annahme vorhanden, dass gegen Berufsangehörige auf Ausschließung aus dem Beruf erkannt werden wird, so kann durch Beschluss ein vorläufiges Tätigkeits- oder Berufsverbot verhängt werden. (§ 111 Voraussetzung des Verbots WPO)